# لورينزو باسكيوتي
لورينزو باسكيوتي (بالإيطالية: Lorenzo Pasciuti) (24 سبتمبر 1989 في إيطاليا - ) هو لاعب كرة قدم إيطالي في مركز جناح ‏. لعب مع نادي بيزا ونادي كاربي وUS Massese 1919 ‏ وجونيور بييلا ليبرتاس.

## روابط خارجية
- لورينزو باسكيوتي على موقع قاعدة بيانات كرة القدم.إي يو (الإنجليزية)
- لورينزو باسكيوتي على موقع Soccerway.com (الإنجليزية)
- لورينزو باسكيوتي على موقع AS.com (الإسبانية)